# Ernest Boulanger
Ernest Boulanger (París, 16 de septiembre de 1815 - Ibídem, 14 de abril de 1900) fue un compositor francés.

## Biografía
Ernest Boulanger nació en una familia de músicos. Su padre, Frederic Boulanger, fue violonchelista y profesor de canto en el Conservatorio de París y su madre, Marie-Julie Hallinger, fue cantante en el Teatro de la Opéra-Comique de París. Ernest Boulanger fue padre de Nadia Boulanger, compositora, pedagoga y directora de orquesta y de Lili Boulanger, compositora. 
Ernest Boulanger estudió en el Conservatorio de París y fue ganador del Gran Premio de Roma a los 19 años. En 1842, comenzó a hacerse un nombre en París a la vez como compositor de óperas y director de orquesta. En 1870, fue nombrado caballero de la Legión de Honor. En 1871, Ernest Boulanger se convirtió en profesor de voz en el conservatorio. Allí, se reunió Raissa Mychetsky, una joven princesa rusa de 18 años, con quien se casó en 1877. En 1881, fue nombrado miembro de la Academia de Bellas Artes. 
Dentro del mundo cultural parisino, Ernest Boulanger mantuvo relaciones de amistad con Charles Gounod, Jules Massenet, Camille Saint-Saens y William Bouwens.

## Principales obras
- Le Moulin (1840, libreto de Eugène de Planard).
- Le Diable à l'École (Libreto de Eugène Scribe) (1842)
- Les Deux Bergères (1843).
- La Cachette (1847).
- Le 15 Août au champs (1852, libreto de Michel Carré).
- Les Sabots de la Marquise (1854, libreto de Michel Carré y Jules Barbier).
- L'Éventail (1860, libreto de Michel Carré y Jules Barbier).
- Don Quichotte (1896, libreto de Michel Carré y Jules Barbier).
- Don Mucarde (1902, libreto de Michel Carré y Jules Barbier).